# 浦东新区人口
浦东新区是上海市人口最多的区。根据2010年中华人民共和国第六次人口普查，浦东新区共有常住人口5,044,430人，家庭1,814,802户，总人口位居上海市第一，占上海市总人口近四分之一。大量的外来移民促使了浦东新区的人口爆炸式增长。

## 人口增长
由于浦东新区的外来移民涌入迅速，因此常住人口增长极快，远超全国平均值。2010年人口同2000年相比增长了58.26%，年均增长4.7%。而外省市来浦东新区常住人口更是增长了189.5%，年均增长率为11.22%。
然而，除去移民因素，浦东新区的自然人口增长则较为缓慢。2011年，浦东新区户籍人口出生率为0.806%，死亡率为0.729%，自然增长率为0.077%。户籍人口总和生育率为1.03。远低于世代更替（即维持人口数长期稳定不变）所需的2.1水平。而2010年人口普查的结果显示，从2001到2010年，浦东新区户籍人口累计出生19.01万人，死亡人数19.06万人，自然增长率为负数。人口增长全部由外来移民驱动。
而从各地区人口增长来看，由于当地政府“向郊区扩展”的人口政策，郊区人口增长速度远超城区市中心。曹路镇、康桥镇、三林镇、唐镇、浦兴路街道、高东镇和东明路街道等城郊区域人口增长迅猛，而潍坊新村街道、上钢新村街道和陆家嘴街道等传统市中心区域人口则逐年下降。
持续涌入的外来人口使得部分街道出现人口“倒挂”的情况（即外来人口数超过本地人口数），尤其是一些产业集中地带。外高桥保税区、金桥出口加工区和张江高科技园区内的外省市人口分别达到96.3%、95.5%和74.6%。从2000年到2010年，曹路镇的外省市人口增长了5.5倍，成为浦东新区外省市人口增长最快的街镇。
少数民族的人口增长速度远超汉族。2010年，浦东新区少数民族占总人口比重1.2%，比2000年提高0.7个百分点。
浦东新区有家庭户181.48万户，家庭户人口455.36万人，户均人数2.51人/户，户均人数较为低下，但略高于全市2.49人/户的水平。户均人数低下主要是由于生育率下降、流动人口增加、独立居住人口增多等因素带动。
人口普查显示浦东新区6周岁及以上人口的平均受教育年限为10.47年，各街道地区人口的平均受教育年限达到11.48年，镇域人口的平均受教育年限9.80年。城乡教育差距有拉大趋势。浦东新区有14.29万文盲人口，占当地15岁及以上人口比例3.13%。大多数文盲人口都分布在郊区，部分乡镇文盲人口比例达到8%。

## 人口分布

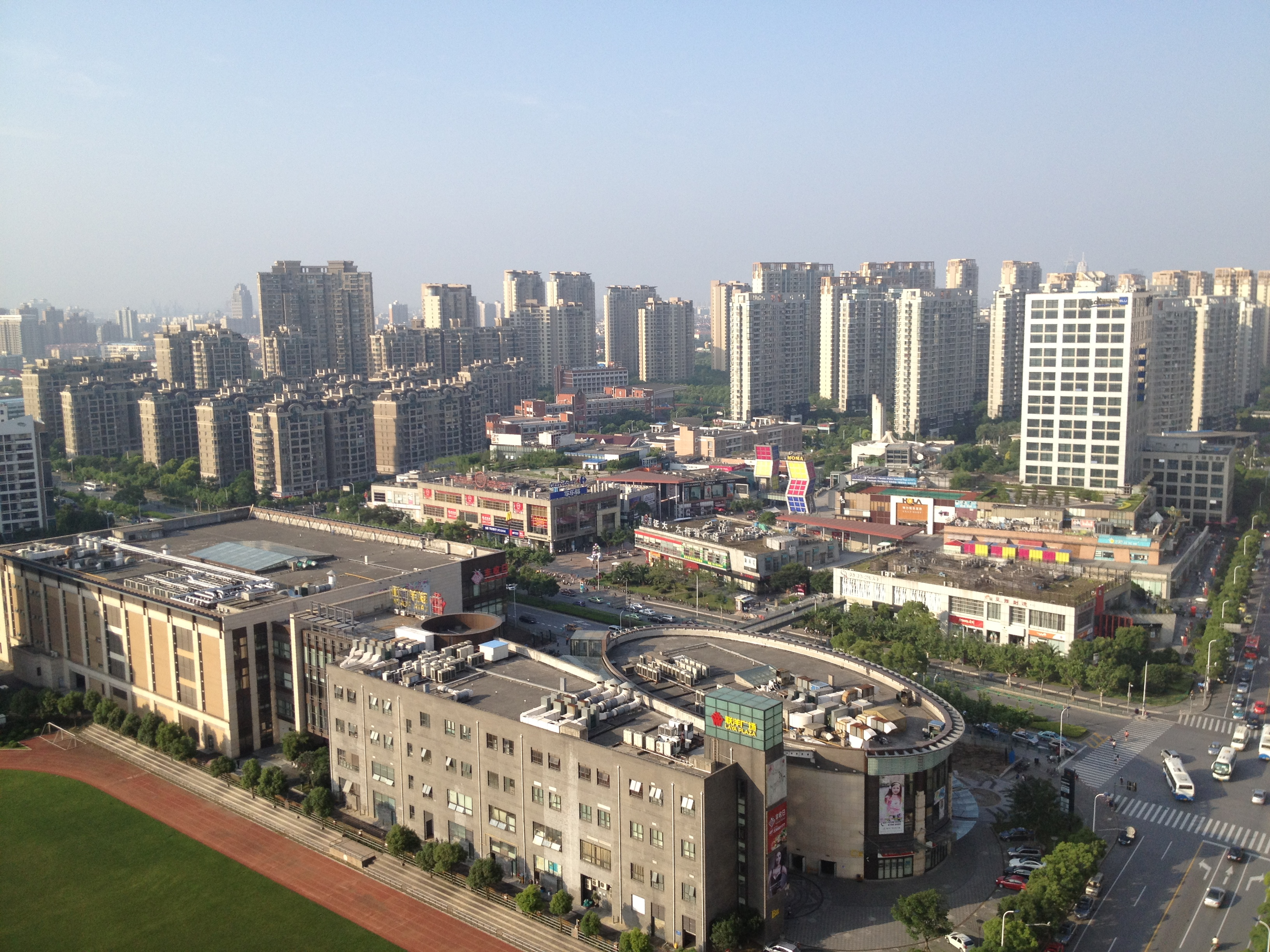
联洋新社区的住宅群

浦东新区人口分布特点是密度大，分布集中。2010年人口普查显示浦东新区全区人口密度3,909人/平方公里，远超全国平均值。而四分之三的人口居住在浦东新区北部及靠近市中心的“北片地区”；四分之一的人口居住于原南汇区的“南片地区”。北片地区的人口密度（6,667人/平方公里）远大于南片（1,732人/平方公里）。各街道人口密度15486人/平方公里，镇人口密度2866人/平方公里。
在区划上看，浦东新区各街道人口有165.14万人，镇域（含开发区）人口有339.30万人，占总人口比重67.3%。川沙新镇是浦东新区人口最多的镇，有36.9万人；花木街道有22万人，是浦东新区人口最多的街道。人口最少的街道是申港街道，2.02万人。
以下列出浦东新区下各镇级行政区划及开发区的常住人口数和人口密度。
| 区域         | 常住人口数 | 人口密度/平方公里 |
| ------------ | ---------- | ----------------- |
| 浦东新区     | 5,044,430  | 3,909             |
| 北片地区     | 3,794,619  | 6,667             |
| 南片地区     | 1,249,811  | 1,732             |
| 各街道小计   | 1,651,449  | 15,486            |
| 潍坊新村街道 | 100,548    | 26,884            |
| 陆家嘴街道   | 112,507    | 16,329            |
| 周家渡街道   | 144,668    | 26,208            |
| 塘桥街道     | 76,916     | 19,926            |
| 上钢新村街道 | 104,932    | 13,917            |
| 南码头路街道 | 107,130    | 25,207            |
| 沪东新村街道 | 112,031    | 20,785            |
| 金杨新村街道 | 206,017    | 25,688            |
| 洋泾街道     | 146,237    | 19,815            |
| 浦兴路街道   | 177,468    | 28,395            |
| 东明路街道   | 121,449    | 24,786            |
| 花木街道     | 221,327    | 10,590            |
| 申港街道     | 20,219     | 919               |
| 各镇小计     | 3,392,981  | 2,866             |
| 川沙新镇     | 369,032    | 2,643             |
| 高桥镇       | 185,835    | 4,763             |
| 北蔡镇       | 276,547    | 11,664            |
| 合庆镇       | 132,038    | 3,154             |
| 唐镇         | 129,267    | 4,000             |
| 曹路镇       | 186,012    | 4,090             |
| 金桥镇       | 87,051     | 3,443             |
| 高行镇       | 137,625    | 6,023             |
| 高东镇       | 110,552    | 3,144             |
| 张江镇       | 188,914    | 4,196             |
| 三林镇       | 360,516    | 10,544            |
| 惠南镇       | 213,845    | 3,620             |
| 周浦镇       | 147,329    | 3,408             |
| 新场镇       | 84,183     | 1,575             |
| 大团镇       | 71,162     | 1,407             |
| 芦潮港镇     | 27,850     | 581               |
| 康桥镇       | 174,672    | 4,256             |
| 航头镇       | 110,060    | 1,836             |
| 六灶镇       | 51,013     | 651               |
| 祝桥镇       | 105,807    | 1,779             |
| 泥城镇       | 62,519     | 1,367             |
| 宣桥镇       | 59,567     | 1,878             |
| 书院镇       | 59,831     | 894               |
| 万祥镇       | 24,346     | 1,055             |
| 老港镇       | 37,408     | 962               |